# Francisco Gento López
Francisco Gento López   (Guarnizo, 21 d'octubre de 1933 - Madrid, 18 de gener de 2022) fou un futbolista càntabre, conegut esportivament com a Paco Gento o, simplement, Gento. Va ser internacional amb la selecció espanyola.
Va desenvolupar gairebé tota la seva carrera futbolística al Reial Madrid Club de Futbol, on va guanyar 6 Copes d'Europa, i va arribar a ser considerat un dels millors extrems esquerre del món. Ha rebut tres grans homenatges, l'últim va ser el 5 de desembre del 2007. El 2007 fou guardonat amb el premi Marca Leyenda.

## Biografia

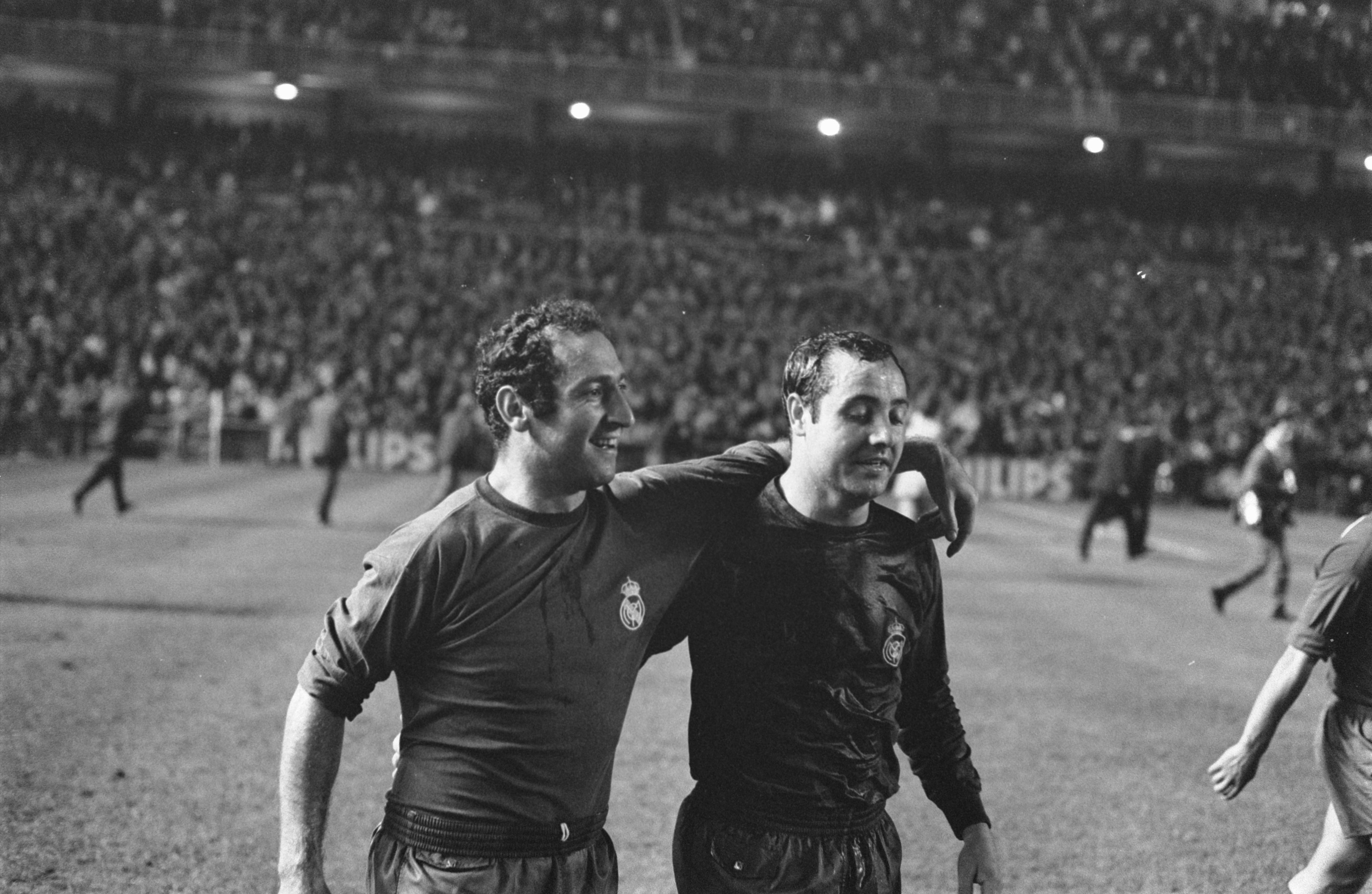
Paco Gento i Jose Luis Veloso.

Va néixer el 21 d'octubre de 1933 a Guarnizo, un poble de Cantàbria. De petit va començar a jugar a l'equip Nueva Montaña, alternant el futbol amb l'atletisme. Posteriorment va fitxar per l'Astillero, Rayo Cantabria i pel Racing de Santander el 1952 on va debutar a Primera Divisió jugant 8 partits. Un any més tard, amb 20 anys, va debutar al Reial Madrid CF, a una mala temporada en què no va marcar cap gol.
L'arribada al Reial Madrid d'un jove argentí, l'Héctor Rial va marcar la carrera esportiva de Gento temperant la seva velocitat i millorant el seu rendiment. A partir d'aquell moment va aconseguir convertir-se en un dels millors jugadors del món, el que avala el seu palmarès: 12 Lligues d'Espanya, 6 Copes d'Europa, 2 Copes del Rei, entre d'altres.
Va jugar com a titular la final de la Copa d'Europa de 1956, que el Madrid va guanyar 4-3 a l'Stade de Reims i que inauguraría una ratxa de cinc victòries consecutives en aquesta competició. També va jugar com a titular, i va marcar un gol, a la final de la Copa d'Europa de 1957, que el Madrid va guanyar 2-0 contra l'ACF Fiorentina, la segona victòria consecutiva dels madrilenys en aquesta competició. Igualment va jugar com a titular, i va marcar un gol, el tercer i definitiu, a la final de la Copa d'Europa de 1958, que el Madrid va guanyar per 3-2 contra l'AC Milan a Heysel. També va jugar com a titular la final de la Copa d'Europa de 1959, que el Reial Madrid va guanyar contra l'Stade de Reims al Neckarstadion de Stuttgart, i que suposà la quarta Copa d'Europa consecutiva per als blancs. Finalment, va jugar com a titular la final de la Copa d'Europa de 1960, que el Madrid va guanyar contra l'Eintracht Frankfurt al Hampden Park de Glasgow, i que va tancar per al club madrileny la ratxa de cinc victòries consecutives a la Copa d'Europa.
També va jugar com a titular la final de la Copa d'Europa de 1962, que el Madrid va perdre contra el SL Benfica per 3 a 5 a l'Estadi Olímpic d'Amsterdam, i que representava la segona victòria consecutiva de l'equip portuguès en la competició. També va jugar com a titular la final de la Copa d'Europa de 1964, que el Madrid va perdre contra l'Inter de Milà per 1 a 3 al Praterstadion de Viena, la primera victòria del club italià en la competició. També va jugar com a titular la final de la Copa d'Europa de 1966, que el Madrid va guanyar contra el FK Partizan per 2 a 1 a l'Estadi Heysel, de Brussel·les, la sisena Copa d'Europa madridista.
Va participar amb la selecció espanyola en 43 partits on va marcar 5 gols, jugant en els Mundials de Xile de 1962 i el d'Anglaterra de 1966.
Com a entrenador va dirigir als equips inferiors del Reial Madrid, Castella, CE Castelló, Palència i Granada. Va exercir d'entrenador ocasional de la selecció càntabra. Ostenta el rècord de tots els temps del major nombre de Copes d'Europa aconseguides per un jugador, amb sis. També té el rècord de més títols de Primera Divisió, amb 12 títols en dinou temporades.
Va ser president d'honor del Real Madrid des de l'any 2016. Va morir el 18 de gener de 2022, als 88 anys.

## Palmarès

### Campionats estatals

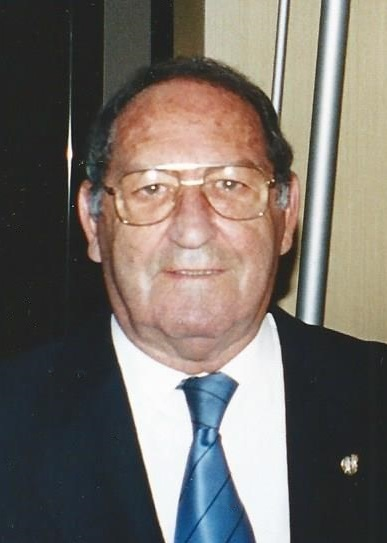
Francisco Gento l'any 2005.

| Títol                 | Club         | País    | Any  |
| --------------------- | ------------ | ------- | ---- |
| Lliga espanyola       | Reial Madrid | Espanya | 1954 |
| Lliga espanyola       | Reial Madrid | Espanya | 1955 |
| Lliga espanyola       | Reial Madrid | Espanya | 1957 |
| Lliga espanyola       | Reial Madrid | Espanya | 1958 |
| Lliga espanyola       | Reial Madrid | Espanya | 1961 |
| Lliga espanyola       | Reial Madrid | Espanya | 1962 |
| Copa del Generalíssim | Reial Madrid | Espanya | 1962 |
| Lliga espanyola       | Reial Madrid | Espanya | 1963 |
| Lliga espanyola       | Reial Madrid | Espanya | 1964 |
| Lliga espanyola       | Reial Madrid | Espanya | 1965 |
| Lliga espanyola       | Reial Madrid | Espanya | 1967 |
| Lliga espanyola       | Reial Madrid | Espanya | 1968 |
| Lliga espanyola       | Reial Madrid | Espanya | 1969 |
| Copa del Generalíssim | Reial Madrid | Espanya | 1970 |

### Campionats internacionals

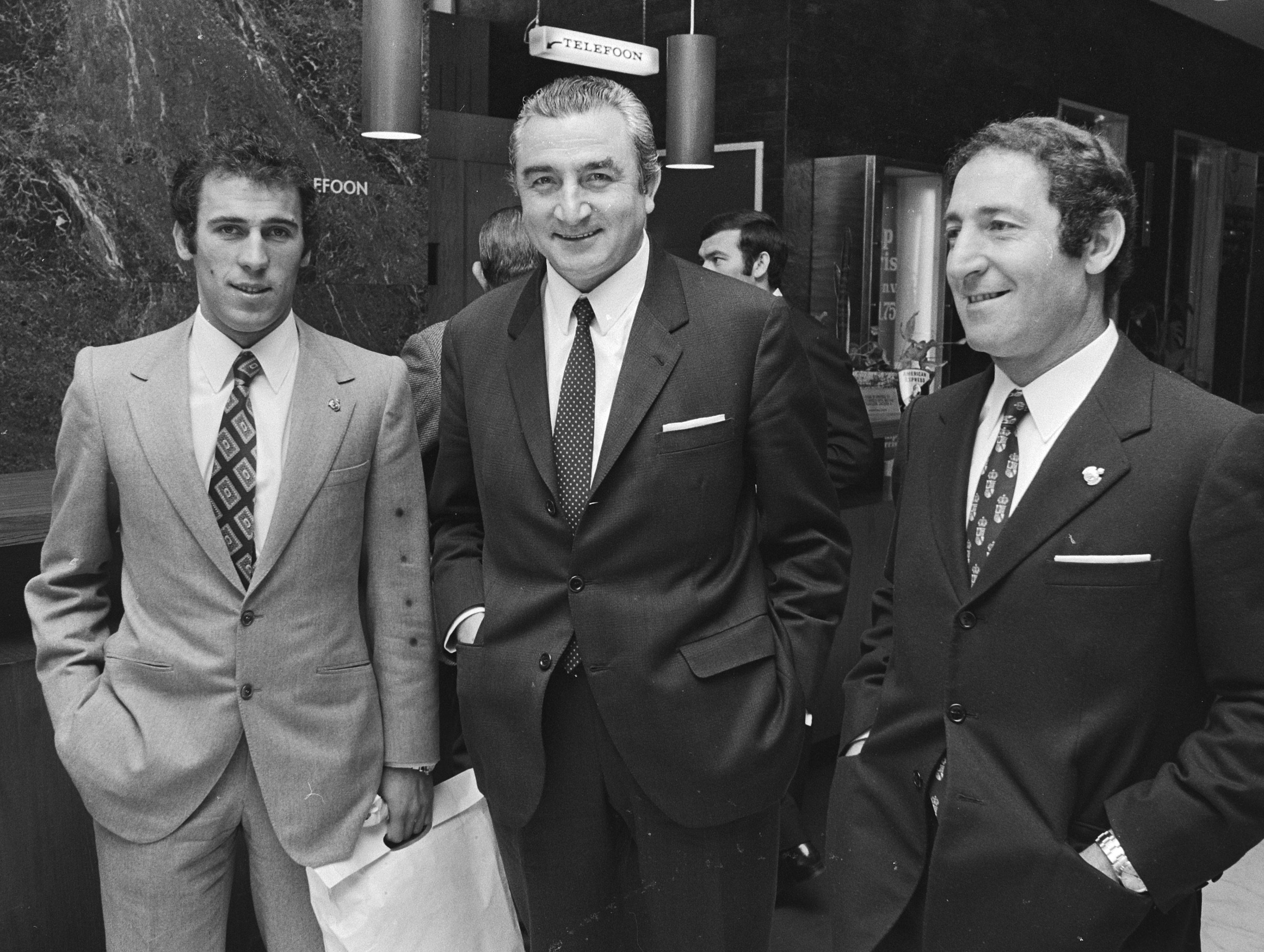
Amancio, Muñoz i Gento.

| Títol                 | Equip        | País    | Any  |
| --------------------- | ------------ | ------- | ---- |
| Copa Llatina          | Reial Madrid | Espanya | 1955 |
| Copa d'Europa         | Reial Madrid | Espanya | 1956 |
| Petita Copa del Món   | Reial Madrid | Espanya | 1956 |
| Copa d'Europa         | Reial Madrid | Espanya | 1957 |
| Copa Llatina          | Reial Madrid | Espanya | 1957 |
| Copa d'Europa         | Reial Madrid | Espanya | 1958 |
| Copa d'Europa         | Reial Madrid | Espanya | 1959 |
| Copa d'Europa         | Reial Madrid | Espanya | 1960 |
| Copa Intercontinental | Reial Madrid | Espanya | 1960 |
| Copa d'Europa         | Reial Madrid | Espanya | 1966 |

### Trofeus

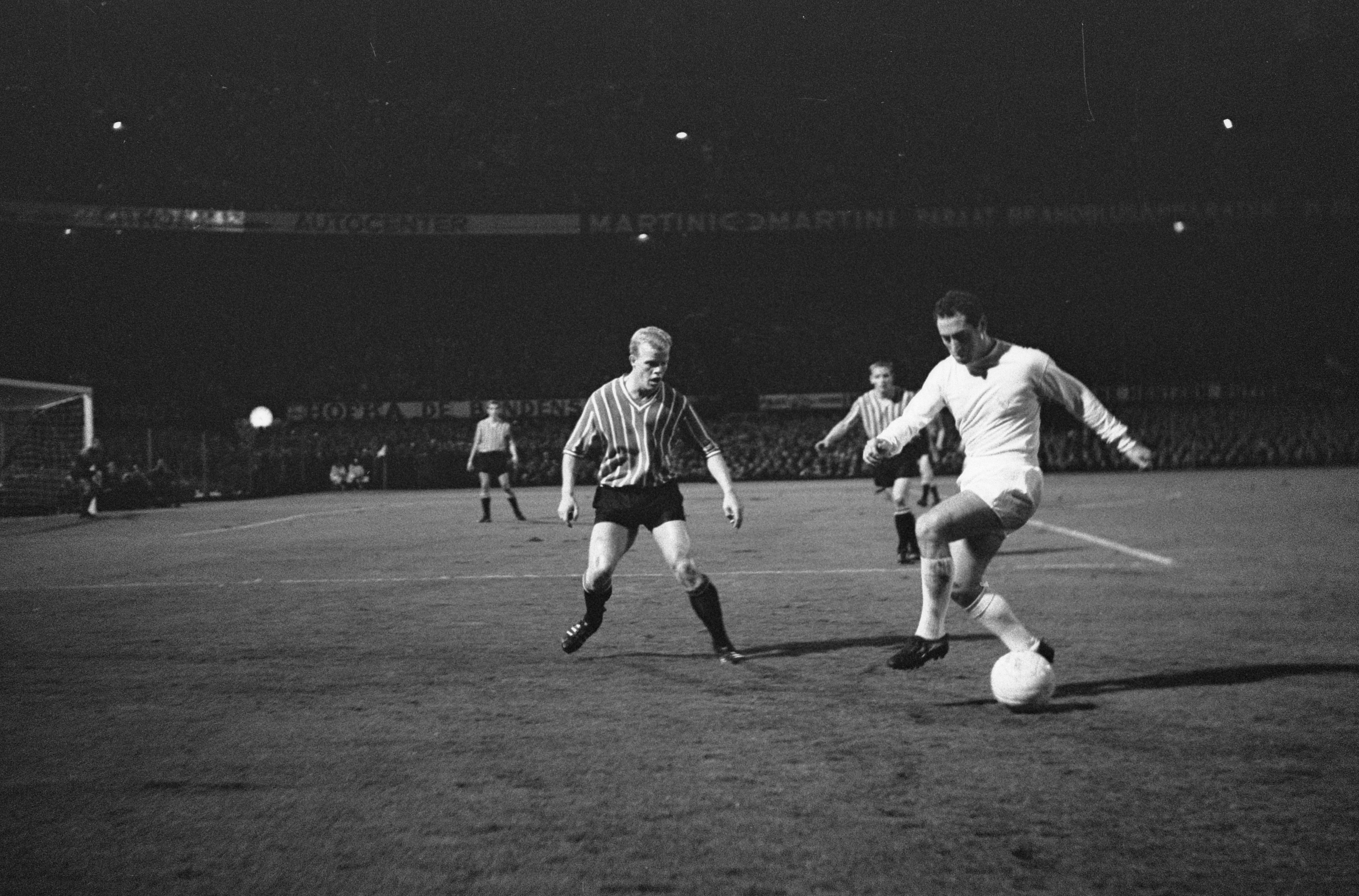
Partit Feyenoord 2 - Real Madrid 1.

| Trofeu                   | Equip        | País    | Any  |
| ------------------------ | ------------ | ------- | ---- |
| Trofeu Ramón de Carranza | Reial Madrid | Espanya | 1958 |
| Trofeu Ramón de Carranza | Reial Madrid | Espanya | 1959 |
| Trofeu Ramón de Carranza | Reial Madrid | Espanya | 1960 |
| Trofeu Benito Villamarín | Reial Madrid | Espanya | 1960 |
| Trofeu Ramón de Carranza | Reial Madrid | Espanya | 1966 |
| Trofeu Teresa Herrera    | Reial Madrid | Espanya | 1966 |
| Trofeu Mohamed V         | Reial Madrid | Espanya | 1966 |
| Trofeu Ramón de Carranza | Reial Madrid | Espanya | 1970 |
| Trofeu Colombino         | Reial Madrid | Espanya | 1970 |